# Río Caramávida
Río Caramávida är ett vattendrag i Chile.   Det ligger i regionen Región del Biobío, i den södra delen av landet, 500 km sydväst om huvudstaden Santiago de Chile.
I omgivningarna runt Río Caramávida växer i huvudsak städsegrön lövskog. Runt Río Caramávida är det ganska glesbefolkat, med 22 invånare per kvadratkilometer.